# Youcef Yousfi

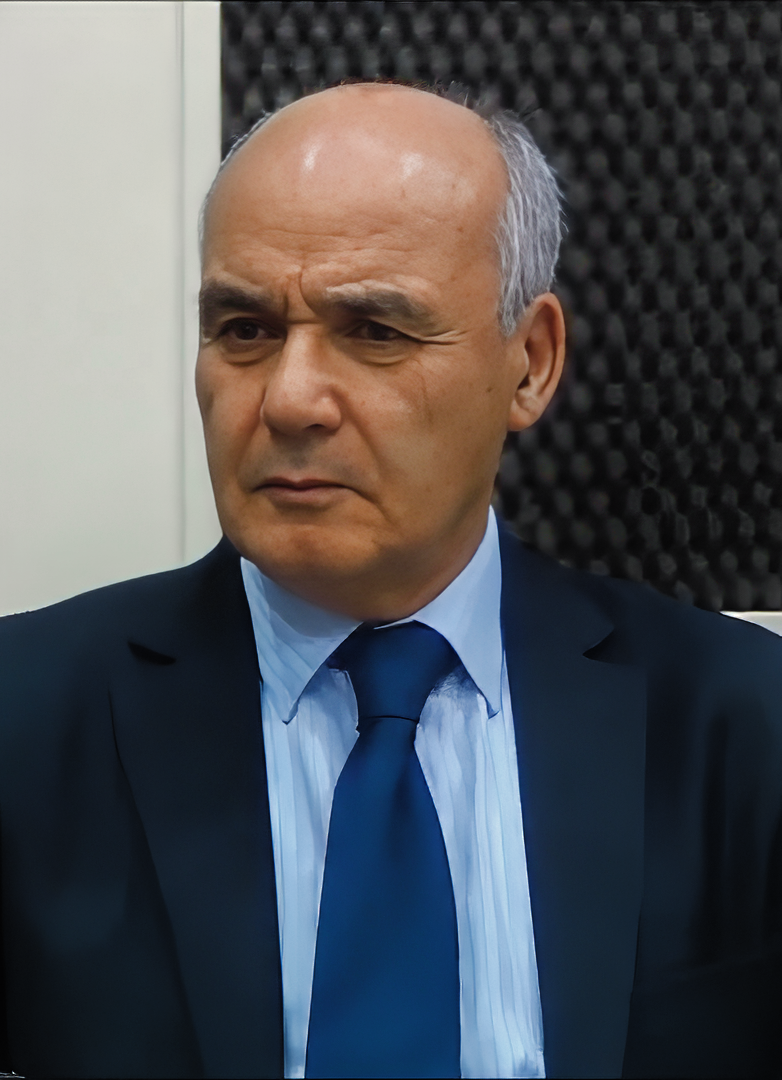
Youcef Yousfi (2011)

Youcef Yousfi (arabisch يوسف يوسفي, DMG Yūsuf Yūsufī; * 2. Oktober 1941 in Batna) ist ein algerischer Politiker. Er war im Frühjahr 2014 für wenige Wochen kommissarischer Regierungschef von Algerien.

## Leben
Yousfi studierte an der École nationale supérieure des industries chimiques in Nancy Physik und Betriebswirtschaftslehre. In Algier war er als Hochschullehrer tätig. In den späten 1970er wurde er Vizepräsident des Unternehmens Sonatrach, dessen Vorsitzender er 1985 wurde. 1997 wurde er erstmals Minister für Erdöl und Energie in Algerien und zog als Abgeordneter in die Nationale Volksversammlung ein. 1999 wurde er Präsident der Organisation erdölexportierender Länder. Von 1999 bis 2000 war er algerischer Außenminister. Von 2006 bis 2008 war er der Vertreter der algerischen Regierung bei den Vereinten Nationen. Seit 2010 ist er Minister für Energie und Bergbau in Algerien. Nachdem Ministerpräsident Abdelmalek Sellal zurücktrat, um die Wiederwahlkampagne von Präsident Bouteflika zu leiten, wurde Yousfi am 13. März 2014 zum kommissarischen Ministerpräsidenten ernannt. Am 28. April wurde Abdelmalik Sellal erneut Ministerpräsident. Yousfi ist verheiratet und hat drei Kinder.
2016 wurde ihm der große Orden der Aufgehenden Sonne am Band verliehen.